# 북천 (경주시)
북천(北川)은 경상북도 경주시 황룡동 함월산에서 발원하여 덕동저수지, 보문저수지를 거쳐 서쪽으로 흐르다가 형산강으로 흘러드는 하천이다. 덕동댐에서의 취수로 인하여(일일 35000t) 유량이 크게 줄어 물이 거의 흐르지 않는다.

## 역사
덕동댐이 건설되기 전까지는 유난히 홍수가 크게 나는 하천이었다. 많은 옛 문헌이 북천의 홍수에 대하여 서술하고 있다. 대표적인 예로는 북천 근처에 위치한 헌덕왕릉이 홍수로 인하여 크게 유실된 사건이 있다. 《신증동국여지승람》에는 북천의 다른 이름이 알천(閼川)이라고 기록하고 있다.
현재 북천의 부족한 유량을 형산강에서 취수하여 흘러 보내고 있으며 하천변을 산책로로 만드는 등 ‘고향의 강 사업’이라는 이름으로 여러 정비 사업을 진행하고 있다. 그러나 북천에 건설된 보는 실효성이 없다는 지적이 있다.

## 교량
- 덕동교 - 舊 국도 제4호선 (경감로)
- 엑스포교 - 엑스포로
- 신평교 - 보문로
- 보문교 - 보문로
- 구황교 - 산업로
- 알천교
- 북천철교 - 舊 동해선
- 경주교 - 舊 국도 제7호선 (원화로)
- 수북잠수교
- 북천잠수교
- 황성대교 - 강변로

## 지류
북천에 합류하는 지류로는 덕동천이 있다.